# سيزار سالازار (دراج)
سيزار سالازار (بالإسبانية: César Salazar)‏ هو دراج كولومبي وفنزويلي، ولد في 14 فبراير 1972.

## وصلات خارجية
- سيزار سالازار على موقع أرشيف الدراجات (الإنجليزية)
- سيزار سالازار على موقع إحصائيات الدراجات الإحترافية (الإنجليزية)
- سيزار سالازار على موقع نسبة الدراجات (الإنجليزية)